# Menhir von Carfury
Der Menhir von Carfury (lokal auch Gulval 1 oder Cuckoo Rock – dt. Kuckuchsfels genannt) steht, nordwestlich von Madron, bei Penzance in Cornwall in England.
Der fast drei Meter hohe Menhir steht in der Vegetation, in steilem Gelände über dem Chyandour valley neben der kleinen Gasse, die zu den Ding Dong mines führt. Es scheint, dass der Menhir bis zum Beginn des 20. Jahrhunderts unbemerkt blieb, als Charles Henderson den „prächtigen Stein ... einen bemerkenswert ausgewählten Monolithen aufgrund seiner Schlankheit und Länge“ beschrieb. Er ist neben dem massigen Monolith von St Breock Downs der größte in Cornwall.
Der Carfury Menhir wurde an der Wende von 1957 nach 1958 von Peter Pool und Vivien Russell ausgegraben. Er wurde von den Ausgräbern als einer der elegantesten in West Penwith bezeichnet und wurde wahrscheinlich geformt, obwohl keine Werkzeugspuren sichtbar sind. Der Boden wurde rund um die Basis des Steins bis auf 1,24 Meter aufgeräumt. Dabei wurde herausgefunden, dass der Stein in einer ovalen Grube von etwa 1,24 × 1,08 Metern errichtet worden war. Ursprünglich gehört er zu einem Steinpaar, sein 4,5 Meter langer gefallener Partner liegt etwa 25 m tiefer im Tal.
In der Nähe liegen das Entrance Grave von Bosiliack und die Steinreihe Mên-an-Tol.